# Isolotto di Caogheddas
L'isolotto di Caogheddas  è un'isola del mar di Sardegna situato a ridosso della costa occidentale della Sardegna.

Appartiene amministrativamente al comune di Cabras ed è compreso nell'area marina protetta Penisola del Sinis - Isola Mal di Ventre.